# Slavko Janković
Slavko Janković (Novi Mikanovci, 1. siječnja 1897. – Delnice, 29. lipnja 1971.), hrvatski glazbenik, etnomuzikolog.

## Životopis
Rođen je u Mikanovcima, međutim, već kao dijete odlazi iz sela. Poznati slavonski glazbenik, (etnomuzikolog), uglazbio Svatovac, slavonski bećarac, itd.
Naziv bećarac javlja se na početku 1950-ih godina u rukopisnim zbirkama Slavka Jankovića. U prvom svesku svojih Šokačkih pismica (1967.) napominje da bećarci „označuju samo vrstu napjeva, a ne pjesme (riječi)“
Slavko Janković je već 1945. prikupio zbirku Borbene i partizanske pjesme (97 primjera) za Odsjek za pučku muziku u zagrebačkom Etnografskom muzeju.
Umro je u Delnicama 29. lipnja 1971. godine.

## Vanjske pozvenice
- Poznati učenici i profesori vinkovačke gimnazije  Arhivirana inačica izvorne stranice od 27. rujna 2007. (Wayback Machine)